# Nagornoje (Kaliningrad, Tschernjachowsk)
Nagornoje (russisch Нагорное, deutsch Geswethen, 1938–1945 Landwehr (Ostpr.), litauisch Gesviečiai) ist ein Ort in der russischen Oblast Kaliningrad. Er gehört zur kommunalen Selbstverwaltungseinheit Stadtkreis Tschernjachowsk im Rajon Tschernjachowsk.

## Geographische Lage
Nagornoje liegt sechs Kilometer nordöstlich der Stadt Tschernjachowsk (Insterburg) an der Kommunalstraße 27K-175 von Majowka (Georgenburg) über Pridoroschnoje (Seßlacken) nach Uljanowo (Kraupischken/Breitenstein). Der Ort war früher Bahnstation an der Bahnstrecke Tschernjachowsk–Sowetsk (Insterburg–Tilsit).

## Geschichte
Das einst Gesswethenn genannte kleine Dorf wurde im Jahre 1615 gegründet. Im Jahre 1874 wurde es in den neu errichteten Amtsbezirk Szieleitschen (1936–1946: Schieleitschen, heute nicht mehr existent) eingegliedert, der zum Kreis Insterburg im Regierungsbezirk Gumbinnen der preußischen Provinz Ostpreußen gehörte. Im Jahre 1910 waren in Geswethen 113 Einwohner registriert.
Am 30. September 1928 wurde der Gutsbezirk Szieleitschen in die Landgemeinde Geswethen eingemeindet, und der Amtsbezirk Szieleitschen am 1. Februar 1930 in „Amtsbezirk Geswethen“ umbenannt. Die Einwohnerzahl stieg bis 1933 auf 167 und betrug 1939 bereits 178. Bereits am 3. Juni 1938 erhielt Geswethen mit amtlicher Bestätigung vom 16. Juli 1938 aus politisch-ideologischen Gründen den neuen Namen „Landwehr (Ostpr.)“, am 13. September 1938 folgte die entsprechende Umbenennung des Amtsbezirks.
Im Jahre 1945 kam der Ort aufgrund seiner Lage im nördlichen Ostpreußen zur Sowjetunion. 1947 erhielt er die russische Bezeichnung „Nagornoje“ und wurde gleichzeitig dem Dorfsowjet Kaluschski selski Sowet im Rajon Tschernjachowsk zugeordnet. 1954 gelangte der Ort in den Majowski selski sowjet. Seit 1997 gehörte Nagornoje zum Dorfbezirk Kaluschski selski okrug. Von 2008 bis 2015 gehörte der Ort zur Landgemeinde Kaluschskoje selskoje posselenije und seither zum Stadtkreis Tschernjachowsk.

### Amtsbezirk Geswethen (Landwehr) 1930–1945
Als der Amtsbezirk Szieleitschen per 1. Februar 1930 in „Amtsbezirk Geswethen“ umbenannt wurde, waren ihm fünf Kommunen zugeordnet:
| Name        | Namensänderung 1938–1946 | Russischer Name | Bemerkungen                                    |
| ----------- | ------------------------ | --------------- | ---------------------------------------------- |
| Geswethen   | Landwehr                 | Nagornoje       |                                                |
| Gillischken | Insterblick              | Priretschnoje   |                                                |
| Pagelienen  |                          | Perelesnoje     |                                                |
| Roßthal     |                          | Krugloje        |                                                |
| Tarputschen | Tarpen                   | Brjanskoje      | 1939 in die Gemeinde Insterblick eingegliedert |

Zu dem dann „Amtsbezirk Landwehr (Ostpr.)“ genannten Verwaltungsdistrikt gehörten am 1. Januar 1945 nur noch die vier Gemeinden Insterblick, Landwehr, Pagelienen und Roßthal.

## Ehrenmal
Nicht weit von Nagornoje entfernt befindet sich an der Ortsstelle des erloschenen Dorfes Szieleitschen ein Ehrenmal, das dem russischen Generalfeldmarschall und Kriegsminister Michael Andreas Barclay de Tolly (1761–1818) gewidmet ist. Es wurde 1821 auf Initiative Königs Friedrich Wilhelm III. errichtet. Auf einer Bronzetafel am gusseisernen Obelisk ist in deutscher und russischer Sprache dokumentiert: Dem edlen Feldherrn, der den Weg der Ehre durch Mut und Tapferkeit in vielen Schlachten sich bahnte und der im Kriege zur Befreiung der Völker in den Jahren 1813, 1814 und 1815 als Anführer verbündeter Heere in glorreichen Kämpfen siegte.

## Kirche
Die Bevölkerung Geswethens resp. Landwehrs war vor 1945 fast ausnahmslos evangelischer Konfession. Das Dorf war in das Kirchspiel der Kirche Georgenburg (heute russisch: Majowka) eingepfarrt und gehörte somit zum Kirchenkreis Insterburg in der Kirchenprovinz Ostpreußen der Kirche der Altpreußischen Union. Heute liegt Nagornoje im Einzugsbereich der in den 1990er Jahren neu entstandenen evangelisch-lutherischen Gemeinde in Tschernjachowsk (Insterburg). Sie ist Pfarrgemeinde der Kirchenregion Tschernjachowsk in der Propstei Kaliningrad der Evangelisch-lutherischen Kirche Europäisches Russland.